# Evi Eva

Evi Eva 1927 auf einer Fotografie von Alexander Binder

Evi Eva (* 30. Dezember 1899 als Johanna Martha Elly Giese in Berlin; † 4. Januar 1985 ebenda) war eine deutsche Schauspielerin.

## Leben
Evi Eva kam am vorletzten Tag des Jahres 1899 als Johanna Martha Elly Giese in Berlin zur Welt. Zunächst arbeitete sie im Zigarettengewerbe. Im Alter von 19 Jahren wurde sie für den Film entdeckt und erhielt sofort Hauptrollen. Oft verkörperte sie Berliner Gören bzw. Backfische in Filmkomödien, seltener wirkte sie in Filmen mit dramatischem Inhalt mit. Neben ihrer Filmarbeit trat sie auch an Berliner Bühnen auf.
Schon gegen Ende der 1920er-Jahre musste sie sich mit immer unbedeutenderen Rollen zufriedengeben, und mit Beginn der Tonfilmzeit erhielt sie kaum noch Angebote. Die einst bekannte Schauspielerin lebte in sehr ärmlichen Verhältnissen und zog 1962 nach München, kehrte zuletzt aber wieder nach Berlin zurück.

## Privates
Evi Eva war von Januar 1922 bis Januar 1930 mit dem 15 Jahre älteren Mainzer Kaufmann Paul Oppen verheiratet. Dieser Ehe entstammte der im Februar 1923 in Berlin-Charlottenburg geborene Sohn Wolf-Dieter Oppen. Die ehemalige Schauspielerin starb längst vergessen 1985 in Berlin, fünf Tage nach ihrem 85. Geburtstag.

## Filmografie
- 1919: Mulle, der Frechdachs
- 1920: Nirvana (6 Teile)
- 1920: Die Augen als Ankläger
- 1921: Die Geheimnisse von Berlin (4 Teile)
- 1922: Am Rande der Großstadt
- 1922: Die siebente Nacht
- 1922: Jiu-Jitsu-Meisterin
- 1922: Die Tragödie im Hause Bang
- 1923: Gobseck
- 1923: Vineta. Die versunkene Stadt
- 1924: Das Herz der Lilian Thorland
- 1924: Der Mönch von Santarem
- 1924: Mister Radio
- 1924: Der Klabautermann
- 1925: Athleten
- 1925: Heiratsschwindler
- 1925: Die Moral der Gasse
- 1925: Der König und das kleine Mädchen
- 1925: Die Kleine aus der Konfektion
- 1926: Annemarie und ihr Ulan
- 1926: Die letzte Droschke von Berlin
- 1926: Die tolle Herzogin
- 1926: Gern hab’ ich die Frauen geküßt
- 1926: Der Veilchenfresser
- 1927: Das Spielzeug einer schönen Frau
- 1927: Venus im Frack
- 1927: Verbotene Liebe
- 1927: Der Orlow
- 1927: Die Dame mit dem Tigerfell
- 1927: Der große Unbekannte
- 1927: Das Fürstenkind
- 1928: Kaczmarek
- 1928: In Werder blühen die Bäume...
- 1928: So küßt nur eine Wienerin
- 1928: Unmoral
- 1928: Das letzte Souper
- 1928: Heut’ war ich bei der Frieda
- 1929: Wir halten fest und treu zusammen
- 1929: Morgenröte
- 1931: Die lustigen Weiber von Wien
- 1933: Schüsse an der Grenze
- 1934: Wenn ich König wär
- 1934: Der Herr Senator. Die fliegende Ahnfrau
- 1936: Und du mein Schatz fährst mit
- 1937: Urlaub auf Ehrenwort